# Plebania w Ruprechticach
Plebania w Ruprechticach – plebania w miejscowości Ruprechtice, położonej w północno-zachodnich Czechach, w kraju hradeckim, w Sudetach Środkowych.

## Opis
Piętrowa plebania wybudowana na planie prostokąta, kryta wysokim dachem czterospadowym. Od frontu główne wejście. Nad portalem kartusz z herbem klasztoru, datą 1838 i inicjałami opata PB - Placidusa Beneša (1818–1844).
Obok kościół wybudowany w latach 1720–1723, należący do broumovskiej grupy kościołów, cmentarz, dzwonnica, kostnica.

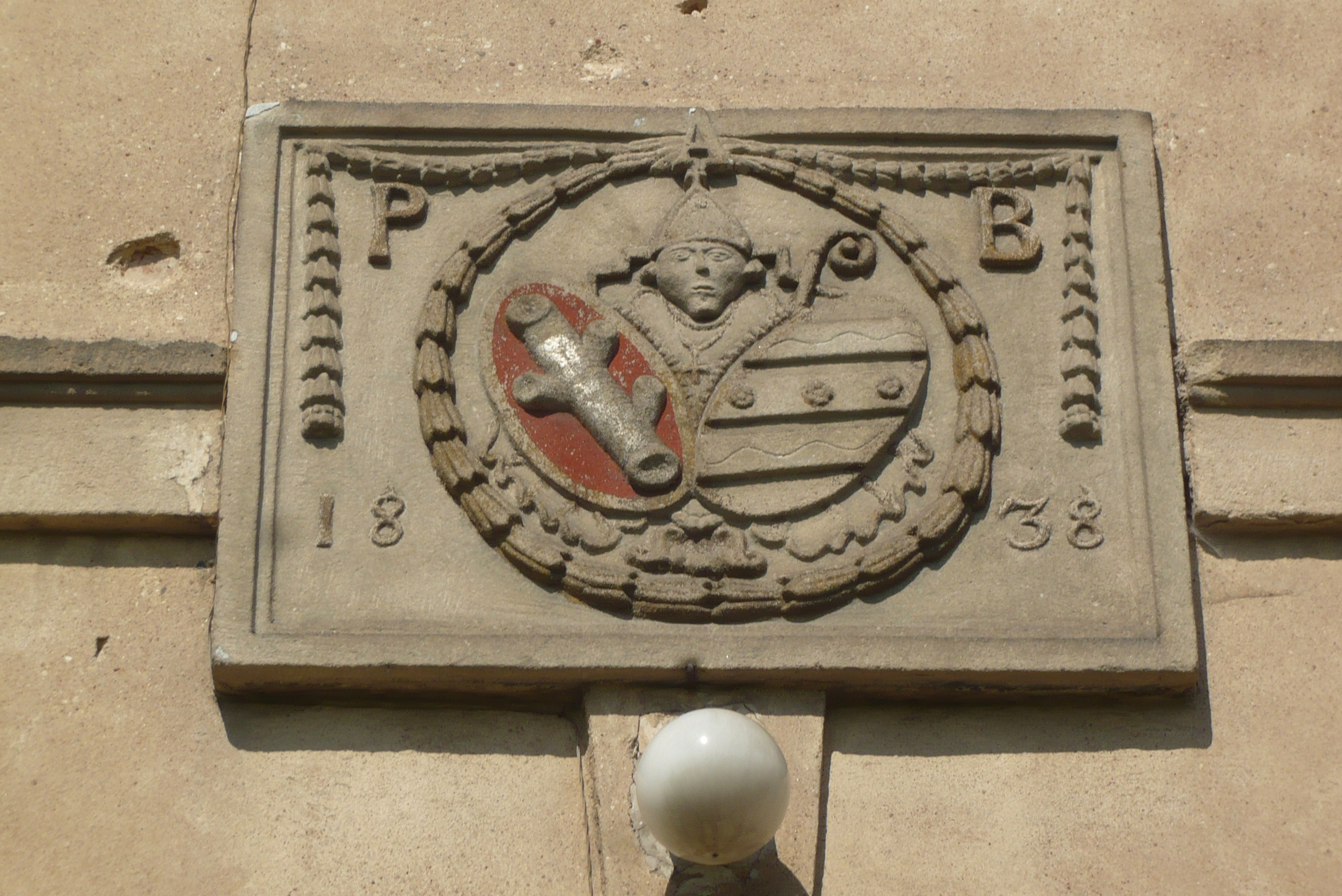
Herb o. Placidusa Beneša 1838, PB
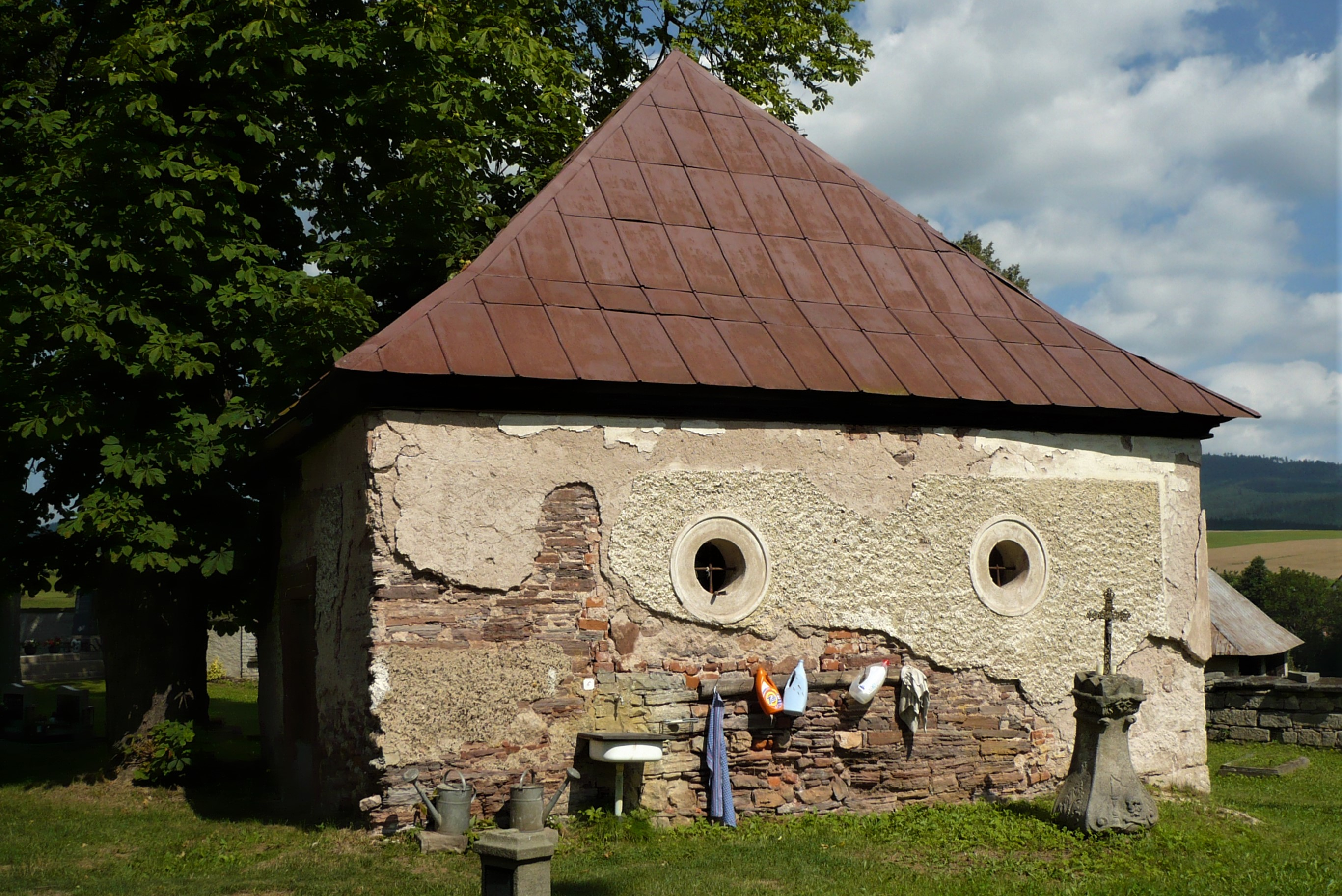
Kostnica w Ruprechticach
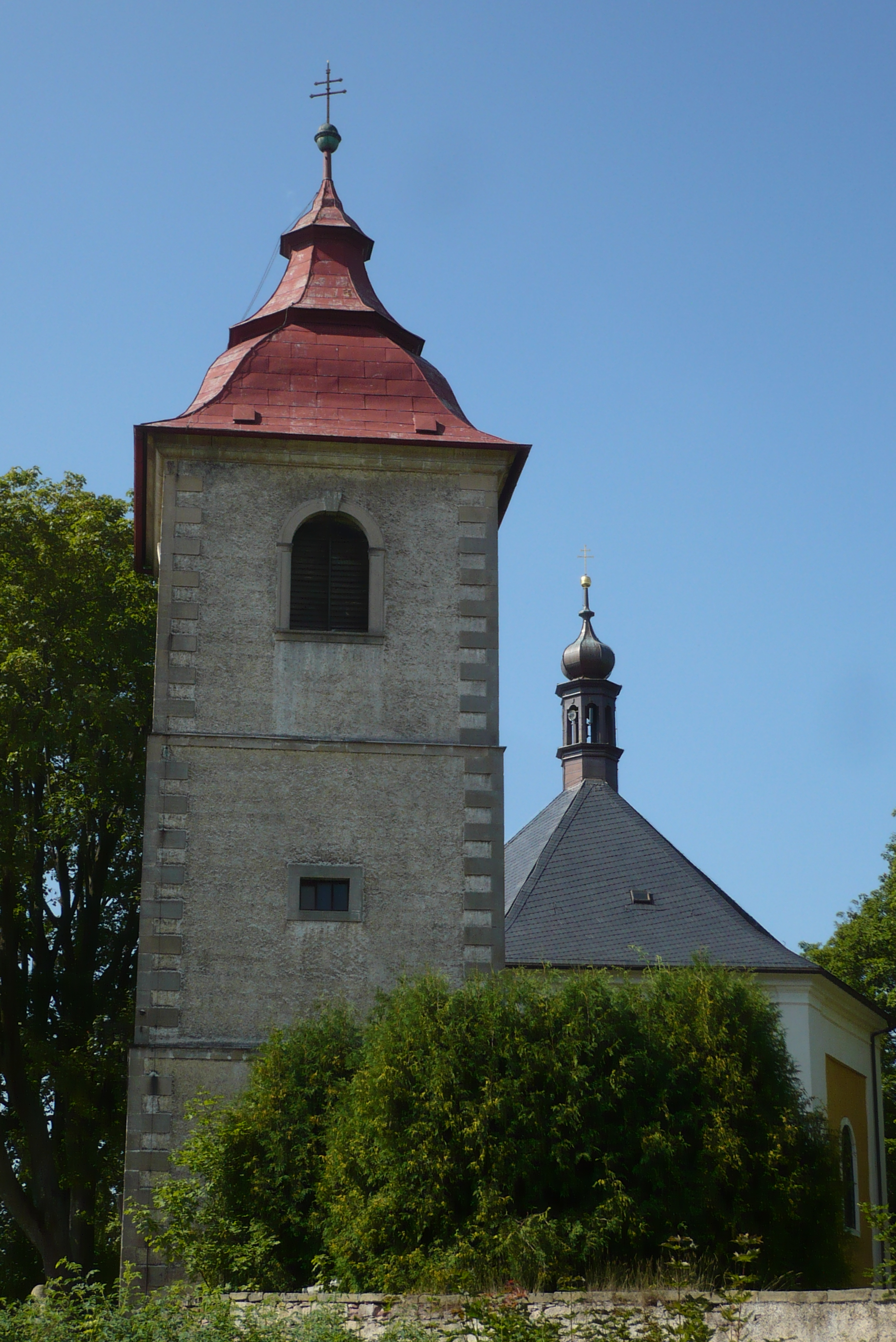
Dzwonnica w Ruprechticach
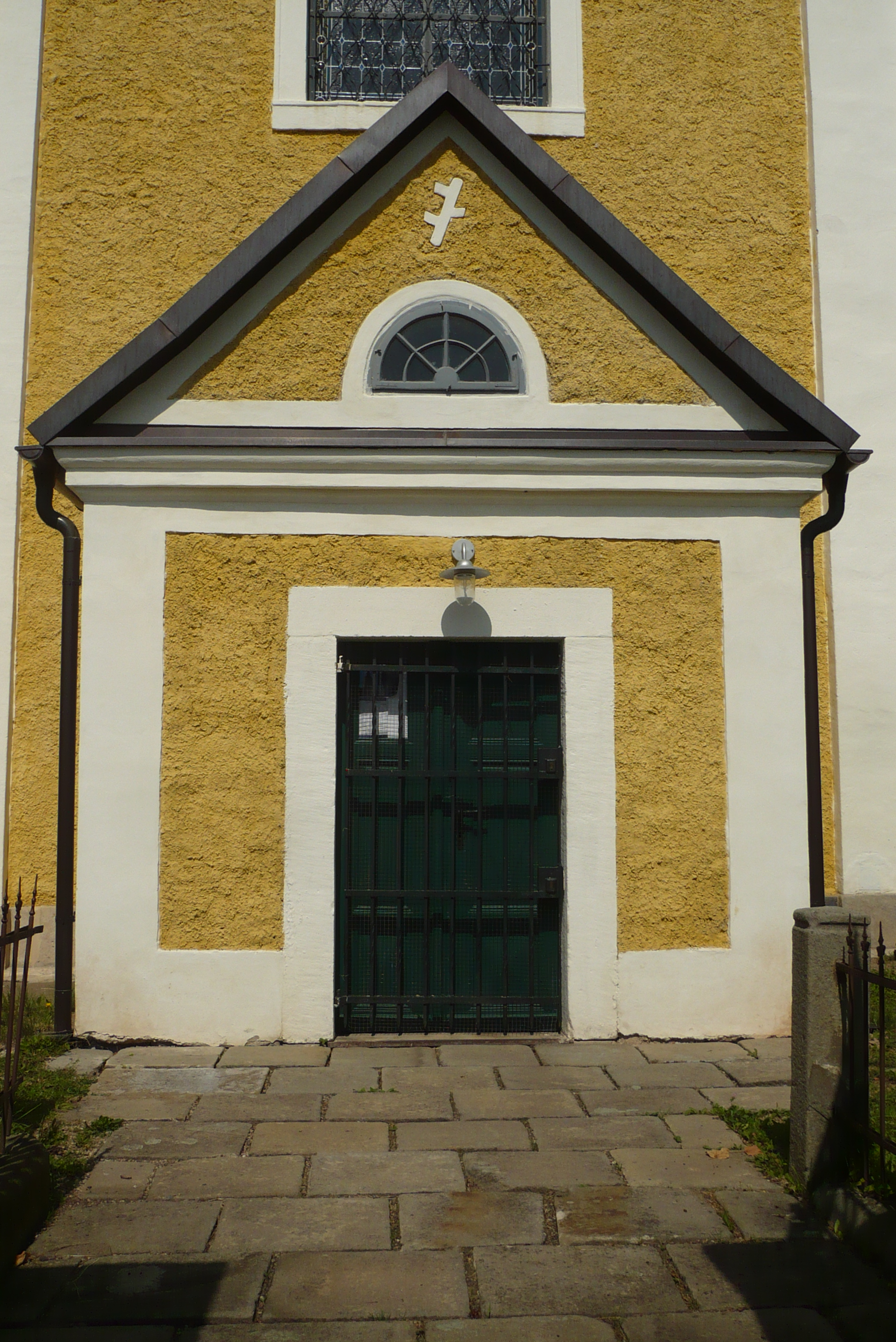
Ganek kościoła z herbem opatów